# 花一匁 (ずっと真夜中でいいのに。の曲)
「花一匁」（はないちもんめ）は、ずっと真夜中でいいのに。の楽曲。

## 概要
EMI Recordsより2023年6月4日に各音楽配信サービスにてリリースされ、ミュージック・ビデオが解禁された。同月7日発売のアルバム『沈香学』の先行シングル。